# Condado de Goliad
O condado de Goliad é um dos 254 condados do estado americano do Texas. A sede do condado é Goliad, e sua maior cidade é Goliad.
O condado possui uma área de 2 226 km² (dos quais 15 km² estão cobertos por água), uma população de 6 928 habitantes, e uma densidade populacional de 3 hab/km² (segundo o censo nacional de 2000).
O condado foi fundado em 1836.